# Missões diplomáticas da Libéria

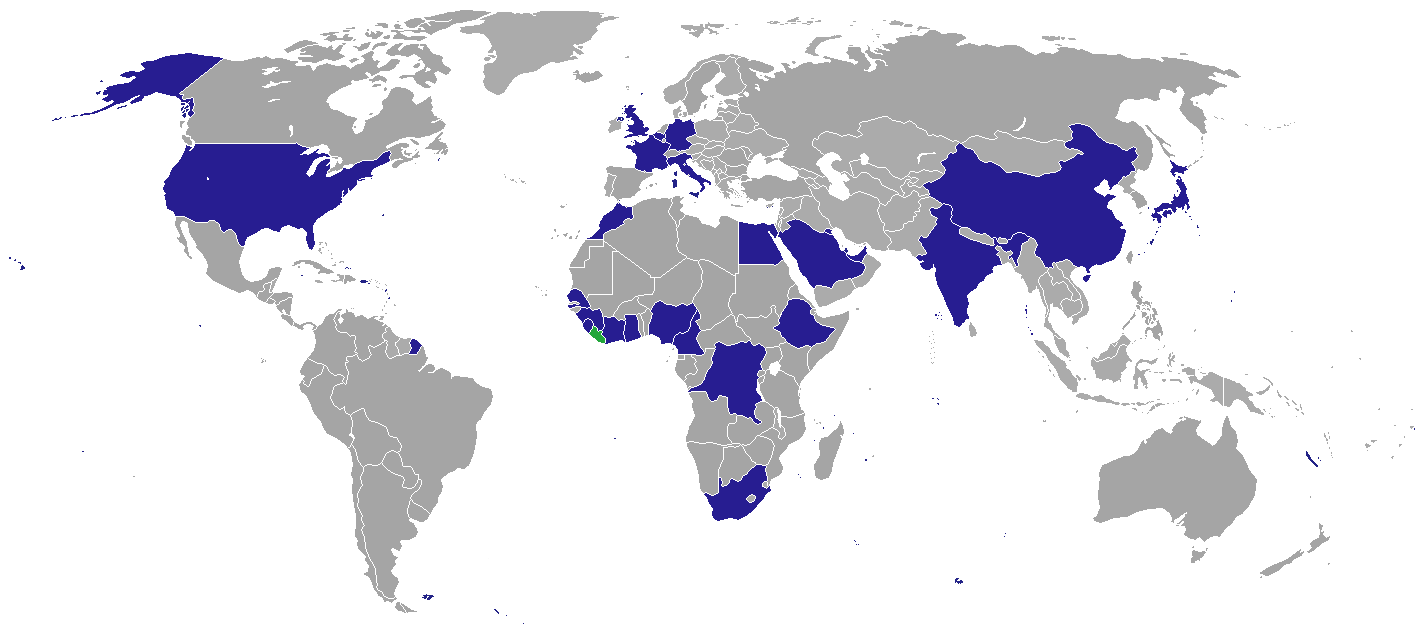
Mapa das missões diplomáticas da Libéria.

Abaixo se encontram as embaixadas e/ou consulados da Libéria.

## Europa

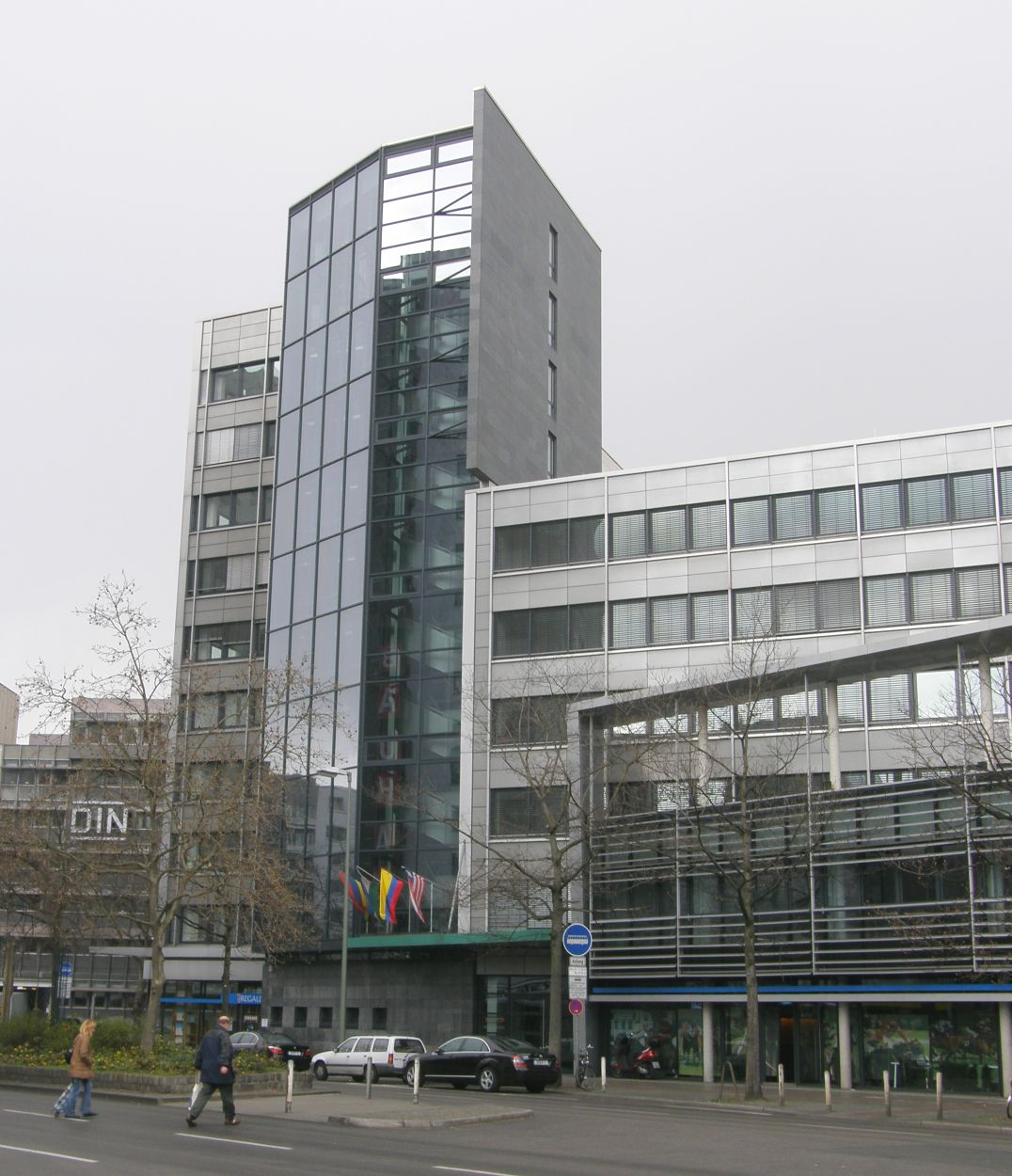
Embaixada da Libéria em Berlim, Alemanha.

- Alemanha
  - Berlim (Embaixada)
- Áustria
  - Viena (Embaixada)
- Bélgica
  - Bruxelas (Embaixada)
- França
  - Paris (Embaixada)
- Itália
  - Roma (Embaixada)
- Reino Unido
  - Londres (Embaixada)
- Rússia
  - Moscou (Embaixada)

## América do Norte
- Estados Unidos
  - Washington DC (Embaixada)

## África
- África do Sul
  - Pretória (Embaixada)
- Camarões
  - Yaoundé (Embaixada)
- Costa do Marfim
  - Abidjã (Embaixada)
- Egito
  - Cairo (Embaixada)
- Etiópia
  - Adis-Abeba (Embaixada)
- Gana
  - Accra (Embaixada)
- Guiné
  - Conacri (Embaixada)
- Líbia
  - Trípoli (Embaixada)
- Marrocos
  - Rabat (Embaixada)
- Nigéria
  - Abuja (Embaixada)
- República Democrática do Congo
  - Kinshasa (Embaixada)
- Serra Leoa
  - Freetown (Embaixada)

## Ásia
- China
  - Pequim (Embaixada)
- Japão
  - Tóquio (Embaixada)

## Organizações multilaterais
- - Adis-Abeba (Missão permanente ante a União Africana)
  - Bruxelas (Missão permanente ante a União Europeia)
  - Genebra (Missão permanente ante as Nações Unidas e organizações internacionais)
  - Nova Iorque (Missão permanente ante as Nações Unidas)
  - Paris (Missão permanente ante a UNESCO)